# Lijst van voetbalinterlands Canada - Jamaica
Deze lijst van voetbalinterlands is een overzicht van alle officiële voetbalwedstrijden tussen de nationale teams van Canada en Jamaica. De landen speelden tot op heden 23 keer tegen elkaar, te beginnen met een vriendschappelijke wedstrijd, die werd gespeeld op 13 maart 1985 in Montego Bay. De laatste ontmoeting, een kwartfinale van de CONCACAF Nations League 2023/24, vond plaats in Toronto op 21 november 2023.

## Wedstrijden
| №  | Plaats      | Datum            | Competitie                      | Wedstrijd        | Uitslag |
| -- | ----------- | ---------------- | ------------------------------- | ---------------- | ------- |
| 1  | Montego Bay | 13 maart 1985    | Vriendschappelijk               | Jamaica – Canada | 1 – 1   |
| 2  | Kingston    | 5 april 1988     | Vriendschappelijk               | Jamaica – Canada | 0 – 4   |
| 3  | Los Angeles | 3 juli 1991      | CONCACAF Gold Cup 1991          | Canada – Jamaica | 1 – 0   |
| 4  | Kingston    | 18 oktober 1992  | WK 1994 kwalificatie            | Jamaica – Canada | 1 – 1   |
| 5  | Toronto     | 1 november 1992  | WK 1994 kwalificatie            | Canada – Jamaica | 1 – 0   |
| 6  | Toronto     | 1 augustus 1995  | Vriendschappelijk               | Canada – Jamaica | 3 – 1   |
| 7  | Vancouver   | 27 april 1997    | WK 1998 kwalificatie            | Canada – Jamaica | 0 – 0   |
| 8  | Kingston    | 7 september 1997 | WK 1998 kwalificatie            | Jamaica – Canada | 1 – 0   |
| 9  | Toronto     | 2 september 1999 | Vriendschappelijk               | Canada – Jamaica | 1 – 0   |
| 10 | Montreal    | 4 september 2006 | Vriendschappelijk               | Canada – Jamaica | 1 – 0   |
| 11 | Kingston    | 8 oktober 2006   | Vriendschappelijk               | Jamaica – Canada | 2 – 1   |
| 12 | Toronto     | 20 augustus 2008 | WK 2010 kwalificatie            | Canada – Jamaica | 1 – 1   |
| 13 | Kingston    | 19 november 2008 | WK 2010 kwalificatie            | Jamaica – Canada | 3 – 0   |
| 14 | Carson      | 3 juli 2009      | CONCACAF Gold Cup 2009          | Canada – Jamaica | 3 – 2   |
| 15 | Kingston    | 31 januari 2010  | Vriendschappelijk               | Jamaica – Canada | 1 – 0   |
| 16 | Toronto     | 9 september 2014 | Vriendschappelijk               | Canada − Jamaica | 3 − 1   |
| 17 | Houston     | 11 juli 2015     | CONCACAF Gold Cup 2015          | Jamaica − Canada | 1 − 0   |
| 18 | Glendale    | 20 juli 2017     | CONCACAF Gold Cup 2017          | Jamaica − Canada | 2 − 1   |
| 19 | Toronto     | 2 september 2017 | Vriendschappelijk               | Canada − Jamaica | 2 − 0   |
| 20 | Kingston    | 10 oktober 2021  | WK 2022 kwalificatie            | Jamaica − Canada | 0 − 0   |
| 21 | Toronto     | 27 maart 2022    | WK 2022 kwalificatie            | Canada − Jamaica | 4 − 0   |
| 22 | Kingston    | 18 november 2023 | CONCACAF Nations League 2023/24 | Jamaica − Canada | 1 − 2   |
| 23 | Toronto     | 21 november 2023 | CONCACAF Nations League 2023/24 | Canada − Jamaica | 2 − 3   |

## Samenvatting
| Competitie              | Totaal gespeeld | Winst Canada | Gelijk | Winst Jamaica | Doelsaldo Canada – Jamaica |
| ----------------------- | --------------- | ------------ | ------ | ------------- | -------------------------- |
| WK-kwalificatie         | 8               | 2            | 4      | 2             | 7 − 6                      |
| CONCACAF Gold Cup       | 4               | 2            | 0      | 2             | 5 − 5                      |
| CONCACAF Nations League | 2               | 1            | 0      | 1             | 4 − 4                      |
| Vriendschappelijk       | 9               | 6            | 1      | 2             | 16 − 6                     |
| Totaal                  | 23              | 11           | 5      | 7             | 32 − 21                    |

Wedstrijden bepaald door strafschoppen worden, in lijn met de FIFA, als een gelijkspel gerekend.

## Details

### Eerste ontmoeting
| Vriendschappelijk (Montego Bay, Jamaica, 13 maart 1985): |       |                  |
| Jamaica                                                  | 1 – 1 | Canada           |
| Hugh Bailey 20'                                          | goals | 46' Igor Vrablic |

### Tweede ontmoeting
| Vriendschappelijk (Kingston, Jamaica, 5 april 1988): |       |                                                                     |
| Jamaica                                              | 0 – 4 | Canada                                                              |
|                                                      | goals | 33' John Catliff 42' John Catliff 52' John Catliff 89' James Grimes |

### Derde ontmoeting
| CONCACAF Gold Cup 1991 (Los Angeles, Verenigde Staten, 3 juli 1991): |       |                                                       |
| Jamaica                                                              | 2 – 3 | Canada                                                |
| Hector Wright 42' Roderick Reid 63'                                  | goals | 36' Dale Mitchell 54' Colin Miller 60' John Limniatis |

### Vierde ontmoeting
| WK 1994 kwalificatie (Kingston, Jamaica, 18 oktober 1992): |       |                   |
| Jamaica                                                    | 1 – 1 | Canada            |
| Hector Wright 78'                                          | goals | 85' Dale Mitchell |

### Vijfde ontmoeting
| WK 1994 kwalificatie (Toronto, Canada, 1 november 1992): |       |         |
| Canada                                                   | 1 – 0 | Jamaica |
| Dale Mitchell 53'                                        | goals |         |

### Zesde ontmoeting
| Vriendschappelijk (Toronto, Canada, 1 augustus 1995): |       |                 |
| Canada                                                | 3 – 1 | Jamaica         |
| Tom Kouzmanis 34' Tom Kouzmanis 35' Geoff Aunger 57'  | goals | 33' Onandi Lowe |

### Zevende ontmoeting
| WK 1998 kwalificatie (Vancouver, Canada, 27 april 1997): |       |         |
| Canada                                                   | 0 – 0 | Jamaica |
|                                                          | goals |         |

### Achtste ontmoeting
| WK 1998 kwalificatie (Kingston, Jamaica, 7 september 1997): |       |        |
| Jamaica                                                     | 1 – 0 | Canada |
| Deon Burton 55'                                             | goals |        |

### Negende ontmoeting
| Vriendschappelijk (Toronto, Canada, 2 september 1999): |       |         |
| Canada                                                 | 1 – 0 | Jamaica |
| Jim Brennan 53'                                        | goals |         |

### Tiende ontmoeting
| Vriendschappelijk (Montreal, Canada, 4 september 2006): |       |         |
| Canada                                                  | 1 – 0 | Jamaica |
| Rob Friend 41'                                          | goals |         |

### Elfde ontmoeting
| Vriendschappelijk (Kingston, Jamaica, 8 oktober 2006): |       |                      |
| Jamaica                                                | 2 – 1 | Canada               |
| Luton Shelton 35' Demar Phillips 38'                   | goals | 35' Tomasz Radzinski |

### Twaalfde ontmoeting
| WK 2010 kwalificatie (Vancouver, Canada, 20 augustus 2008): |       |                   |
| Canada                                                      | 1 – 1 | Jamaica           |
| Julian de Guzmán 47'                                        | goals | 52' Andy Williams |

### Dertiende ontmoeting
| WK 2010 kwalificatie (Kingston, Jamaica, 19 november 2008): |       |        |
| Jamaica                                                     | 3 – 0 | Canada |
| Luton Shelton 28' Marlon King 58' (pen.) Omar Cummings 85'  | goals |        |

### Veertiende ontmoeting
| CONCACAF Gold Cup 2009 (Carson, Verenigde Staten, 3 juli 2009): |       |         |
| Canada                                                          | 1 – 0 | Jamaica |
| Ali Gerba 75'                                                   | goals |         |

### Vijftiende ontmoeting
| Vriendschappelijk (Kingston, Jamaica, 31 januari 2010): |       |        |
| Jamaica                                                 | 1 – 0 | Canada |
| Luton Shelton 67'                                       | goals |        |

### Zestiende ontmoeting
| Vriendschappelijk (Toronto, Canada, 9 september 2014):  |       |                    |
| Canada                                                  | 3 – 1 | Jamaica            |
| David Edgar 34' Marcel de Jong 68' Tosaint Ricketts 73' | goals | 31' Kemar Lawrence |